# Olin Howland
Olin Howland, född 10 februari 1886 i Denver, Colorado, död 20 september 1959 i Hollywood, Kalifornien, var en amerikansk skådespelare. Han var även känd under namnet Olin Howlin. Han medverkade i runt 200 filmer.

## Filmografi (i urval)
- 1934 – Skattkammarön
- 1936 – Gold Diggers 1937
- 1936 – Satan Met a Lady
- 1937 – Ingenting är heligt
- 1938 – Tom Sawyers äventyr
- 1938 – Kärleksduetten
- 1939 – Borta med vinden
- 1939 – Doktorn i dilemma[3]
- 1941 – Skogarnas dotter
- 1942 – Inringad!
- 1944 – Med list och lust
- 1947 – Ängeln och den laglöse
- 1948 – Främlingen från Kansas
- 1958 – Faran från skyn